# Am Saarbacher Mühlweiher
Das Naturschutzgebiet Am Saarbacher Mühlweiher liegt im Landkreis Südwestpfalz in Rheinland-Pfalz.
Das etwa 7 ha große Gebiet, das im Jahr 1983 unter Naturschutz gestellt wurde, befindet sich in der Gemarkung von Ludwigswinkel zwischen östlichem Ortsrand und Mühlweiher. Im Norden reicht es bis zur Landesstraße L 478 und grenzt an das Naturschutzgebiet Faunertal. Im Süden endet es südlich des Saarbachs.
Schutzzweck ist die Erhaltung des Gebietes mit seinen Wasser- und Verlandungsbereichen sowie sonstigen Feuchtflächen, seinen Grünland- und Sukzessionsflächen und seinen Waldrändern als Standorten seltener und gefährdeter, wildwachsender Pflanzenarten und Pflanzengesellschaften sowie als Lebensraum seltener, wildlebender Tierarten. Der Schutz erfolgt außerdem aus wissenschaftlichen Gründen.
Das Naturschutzgebiet wird in west-östlicher Richtung vom Saarbach, dem Oberlauf der Sauer, durchflossen. Dieser mündet am östlichen Ende des Gebiets in den Mühlweiher. Im Jahr 2010 wurden hier die Flusskrebse erfasst. Dabei wurde die Koexistenz von Europäischem Flusskrebs und dem aus Nordamerika stammenden Kamberkrebs, einer invasiven Krebsart, festgestellt.